# Elecciones parlamentarias de Gambia de 2022
Las elecciones parlamentarias de Gambia de 2022 se realizaron en el mencionado país el 9 de abril del mismo año. Fueron las segundas elecciones parlamentarias libres desde la caída del régimen autoritario de Yahya Jammeh.

## Contexto

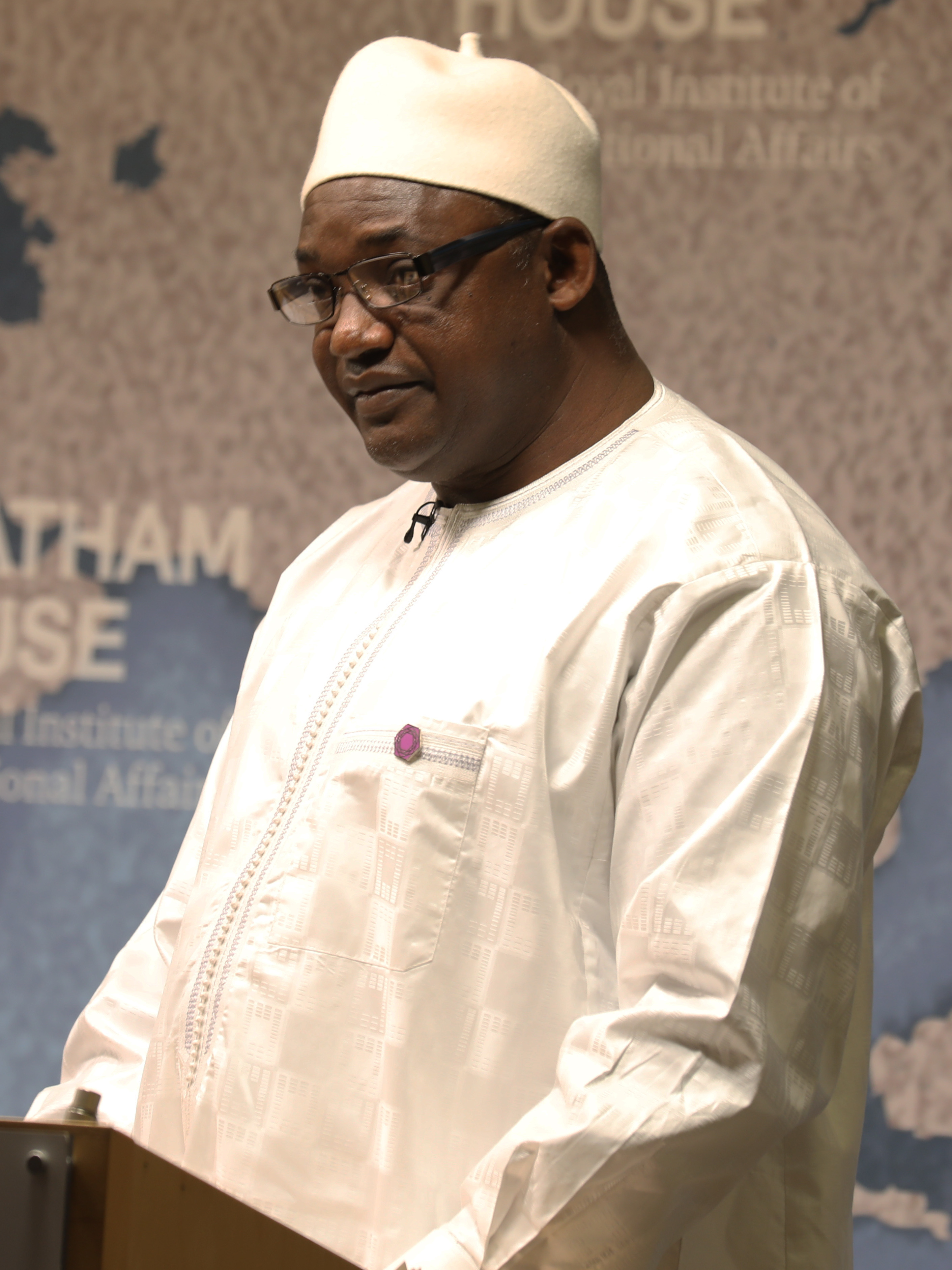
Adama Barrow, presidente de Gambia desde 2017

Las elecciones legislativas de 2017 se celebran poco después de la partida del presidente autocrático Yahya Jammeh, en el poder desde un golpe de Estado en 1994, que fue derrotado por sorpresa general en las elecciones presidenciales de 2016. Su negativa a abandonar el poder implicó que en enero de 2017 se llevara a cabo una intervención militar de la CEDEAO, con la aprobación del Consejo de Seguridad de las Naciones Unidas, para permitir al presidente electo, Adama Barrow, asumir el cargo. El 23 de enero, Yahya Jammeh finalmente acepta ceder la presidencia a su sucesor y abandona el país.
El Partido Democrático Unificado (Social Demócrata), principal partido de la nueva mayoría presidencial, obtiene casi el cuarenta por ciento de los votos y gana la mayoría absoluta de los escaños. El partido de Yahya Jammeh, la Alianza para la Reorientación y la Construcción Patriótica, que disponía allí de una abrumadora mayoría de los asientos, sólo conservo cinco.
Adama Barrow decide a finales de 2019 crear su propia formación, el Partido Nacional del Pueblo, tras su ruptura con la coalición que lo apoyó en las elecciones presidenciales de 2016, incluido el Partido Democrático Unificado (UDP). La ruptura con este último, que se opone a la decisión del presidente saliente de mantenerse en el poder, se había consumido varios meses antes con la destitución del presidente de la Asamblea Nacional y miembro del gabinete Ousainou Darboe, así como de varios ministros de la UDP el 15 de febrero de 2019.
Adama Barrow es ampliamente reelegido en las elecciones presidenciales de 2021, con el doble de votos de su principal oponente Ousainou Darboe.

## Sistema electoral
La Asamblea Nacional es un parlamento unicameral que tiene 58 escaños que duran por cinco años, de los cuales 53 son elegidos en votación popular por mayoría simple en distritos de un solo miembro, y otros cinco nombrados por el presidente de la República. El derecho de voto se adquiere a la edad de 18 años, y votar no es obligatorio.
El sistema electoral de Gambia tiene la particularidad de no recurrir a papeletas de votación depositadas en una urna clásica, sino a canicas que los electores colocan en latas, cada candidato en competencia se le asigna una lata distinta pintada en el color de su partido y sobre la cual figura su foto. Las urnas están dispuestas en un aislador protegido de las miradas, protegiendo el secreto del voto, mientras que la inserción de una bola en una urna desencadena una campanilla, permitiendo a los escrutadores asegurarse de que el elector votó sólo una vez. El sistema se destaca por su muy bajo costo y simplicidad que conduce a una tasa muy baja de errores, en un país donde el analfabetismo afecta a la mitad de la población.

## Resultados
| Partido                                                  | Partido                                                                | Votos   | %      | Escaños | +/–   |
| -------------------------------------------------------- | ---------------------------------------------------------------------- | ------- | ------ | ------- | ----- |
|                                                          | Partido Nacional del Pueblo                                            | 143,826 | 29.19  | 18      | Nuevo |
|                                                          | Partido Democrático Unificado                                          | 138,176 | 28.04  | 15      | 16    |
|                                                          | Congreso Democrático de Gambia                                         | 33,882  | 6.88   | 0       | 5     |
|                                                          | Organización Democrática Popular para la Independencia y el Socialismo | 24,683  | 5.01   | 2       | 2     |
|                                                          | Alianza para la Reorientación y la Construcción Patriótica             | 15,710  | 3.19   | 2       | 3     |
|                                                          | Partido de Reconciliación Nacional                                     | 14,153  | 2.87   | 4       | 1     |
|                                                          | Alianza Ciudadana                                                      | 8,682   | 1.76   | 0       | —     |
|                                                          | Congreso Moral de Gambia                                               | 2,531   | 0.51   | 0       | —     |
|                                                          | Partido de Unidad Nacional                                             | 1,257   | 0.26   | 0       | —     |
|                                                          | Partido Progresista Popular                                            | 1,168   | 0.24   | 0       | 2     |
|                                                          | Gambia para Todos                                                      | 1,151   | 0.23   | 0       | —     |
|                                                          | Partido de Todos los Pueblos                                           | 294     | 0.06   | 0       | —     |
|                                                          | Independientes                                                         | 107,232 | 21.76  | 12      | 11    |
|                                                          | Escaños designados                                                     |         |        | 5       | —     |
|                                                          |                                                                        |         |        |         |       |
| Votos nulos/en blanco                                    | Votos nulos/en blanco                                                  |         | –      | –       | –     |
| Total                                                    | Total                                                                  | 492,754 | 100.00 | 58      | –     |
| Votantes registrados/participación                       | Votantes registrados/participación                                     | 962,157 | 51.21  | 8.43    | 8.43  |
| Fuente: IEC announces final Legislative Election results |                                                                        |         |        |         |       |

## Análisis
A pesar de una campaña electoral que ha trabajado para convencer a los electores por parte del gobierno, el Partido Nacional del Pueblo (NPP) del presidente Adama Barrow llega a la cabeza y gana la mayoría relativa con 18 escaños. El 14 de abril siguiente, el NPP forma una coalición con otros dos partidos menores, el Partido de la Reconciliación Nacional (NRP) y la Alianza para la Reorientación y la Construcción Patriótica (APRC), permitiendo al gobierno disponer de la mayoría absoluta en la asamblea. A cambio, Barrow nombra al líder del APRC, Fabakary Jatta, como presidente de la Asamblea Nacional, los otros cuatro escaños de diputados nombrados por el presidente que regresan a miembros del NPP.